# Fushë-Arrëz
Fushë-Arrëz – miasto w Albanii, w obwodzie Szkodra. W 2011 roku liczyło 2 513 mieszkańców.